# Dierna
Dierna es un género de polillas de la familia Erebidae descrito por Francis Walker en 1859.

## Taxonomía
El género está compuesto por cuatro especies:
- Dierna lilacea Bethune-Baker, 1906
- Dierna patibulum Fabricius, 1794
- Dierna strigata Moore, 1867
- Dierna timandra Alphéraky, 1897